# Абтс, Томма
То́мма Абтс (нем. Tomma Abts, 26 декабря 1967, Киль) — художница-абстракционистка. В 2006 году получила Премию Тернера в зале Тейт, Лондон. В настоящее время она живёт и работает в Лондоне.

## Ранняя жизнь и образование
Томма Абтс родилась в 1967 году в Киле, Германия, в семье учителя начальной школы и гинеколога. С 1989 по 1995 год Т. Абтс училась в Берлинском университете искусств. С 1995 года она живёт в Лондоне, у неё есть студия в Кларкенуэлле, которую она занимает с тех пор, как впервые приехала в Лондон по гранту. Только с 2002 года она смогла жить только за счет своих картин.

## Работы
Начиная каждую свою работу без заранее продуманной идеи, зная только размер холста и свои материалы, Т. Абтс работает акрилом и маслом, часто создавая свои проекты из повторяющихся геометрических элементов. Её стиль можно классифицировать как абстрактный, но он также находится в оппозиции к неоэкспрессионистской фигуративной живописи Германии. Ни одна из её картин не является репрезентативной. В них нет отсылок к природе, миру или какой-либо другой теме. Абстракция в её картинах поддерживается отсутствием деталей и общим ретро-ощущением. В картинах используются сложные формы, которые наслаиваются и переплетаются различными способами с добавлением бликов, теней и ощущения глубины.
Томма Абтс раньше работала на холстах любого размера. С начала 2000-х годов все картины Абтс имеют размер 48 х 38 см, а названия её картин взяты из словаря немецких фамилий. По её словам, именно такой размер и стиль ей подходит. Каждая работа имеет насыщенную и несколько нейтральную цветовую гамму. Цвета неяркие и сочетаются друг с другом в каждом произведении искусства. Т. Абтс создает 3D-эффект , постоянно и тщательно наслаивая и прорабатывая каждую картину. Работы написаны толстым слоем краски, почти чрезмерным слоем, что дает намек на то, что они созданы методом проб и ошибок. Кажется, что слои краски могут скрывать что-то под готовым результатом.
Считается, что «Томма Абтс подходит к каждому холсту без особой задумки, наращивая слои краски, пока не выкристаллизуется форма»
Т. Абтс требуется много времени для создания своих работ, поэтому число её картин невелико. Она также начала переводить свои картины в печатные издания, в частности, в Crown Point Press в Сан-Франциско, Калифорния.

## Признание
В 2006 году Томма Абтс стала лауреатом премии Тернера 2006 года, присуждаемой лондонской галереей Тейт Галерея Тейт высоко оценила «ее строгий и последовательный подход к живописи» и добавила: Томма Абст создает «неотразимые образы, постепенно раскрывающие свою неоднозначность», а «своими интимными и убедительными полотнами она развивает и обогащает язык абстрактной живописи». В 2006 году в шорт-лист премии вошли также Ребекка Уоррен, Фил Коллинз и Марк Тичнер. Т. Абтс стала первой художницей, получившей эту премию.
Немецкий арт-критик Никлас Маак сравнил работы Томмы Абтс с «трафаретами старой обойной фабрики из ГДР», отметив, что работы художницы практически неизвестны на её родине в Германии, неоригинальны, что конструктивисты и нео-конструктивисты делали подобные вещи раньше и лучше.